# Stormfulde højder
 For alternative betydninger, se Stormfulde højder (flertydig). (Se også artikler, som begynder med Stormfulde højder)
Stormfulde højder er en roman fra 1847 af den engelske forfatter Emily Brontë, først udgivet under pseudonymet Ellis Bell. Historien handler om det tragiske kærlighedsforhold mellem Catherine Earnshaw og Heathcliff og dets konsekvenser.
| Bog | Spire Denne artikel om bøger og tidsskrifter er en spire som bør udbygges. Du er velkommen til at hjælpe Wikipedia ved at udvide den. |